# (1937) Locarno
(1937) Locarno ist ein Asteroid des Hauptgürtels, der am 19. Dezember 1973 vom Schweizer Astronomen Paul Wild, vom Observatorium Zimmerwald der Universität Bern aus, entdeckt wurde.
Der Asteroid ist nach der gleichnamigen Schweizer Stadt benannt.